# Mathias Schacht
Mathias Schacht (* 1977) ist ein deutscher Mathematiker, der sich mit Kombinatorik befasst. Er ist Professor an der Universität Hamburg. Er befasst sich mit Graphentheorie, Ramseytheorie und extremaler Kombinatorik, zufälligen diskreten Strukturen und probabilistischen Methoden und theoretischer Informatik.

## Leben
Schacht studierte ab 1997 Mathematik, Informatik und Wirtschaftsinformatik an der TU Berlin und der Emory University in Atlanta, wo er 2002 seinen Master-Abschluss machte (A Turan theorem for random graphs) und 2004 bei Vojtěch Rödl promoviert wurde (On the regularity method for hypergraphs). Er forschte seit 2004 an der Humboldt-Universität zu Berlin, wo er sich 2009 habilitierte (Regular partitions of hypergraphs and property testing). Er ist seit 2010 Heisenberg-Professor in der Forschungsgruppe für Diskrete Mathematik an der Universität Hamburg.
In Zusammenarbeit mit Rödl und anderen entwickelte er das Regularitätslemma von Endre Szemerédi weiter in einer Version für Hypergraphen. Unabhängig tat dies auch Timothy Gowers.
2006 erhielt er für seine Dissertation den Richard-Rado-Preis und 2012 den George-Pólya-Preis mit Rödl.

## Schriften
- mit B. Nagle, Y. Kohayakawa, V. Rödl, J. Skokan The hypergraph regularity method and its applications, Proc. Nat. Acad. Sci., Band 102, 2005, S. 8109–8113
- mit Nagle, Rödl Extremal hypergraph problems and the regularity method, Discrete Mathematics, Band 26, 2006, S. 247–278
- mit Nagle, Rödl The Counting Lemma for regular k-uniform hypergraphs, Random Structures & Algorithms, Band 28, 2006, S. 113–179
- Regular partitions of hypergraphs and property testing. [Elektronische Ressource] Berlin: Humboldt-Universität zu Berlin, Mathematisch-Naturwissenschaftliche Fakultät II 2010 (Habil.) (Digitalisat; PDF; 1,4 MB)